# Rue Gustave-Courbet (Paris)
Pour les articles homonymes, voir Rue Gustave-Courbet.
La rue Gustave-Courbet est une voie du 16e arrondissement de Paris, en France.

## Situation et accès
Longue de 170 mètres, elle commence au 98, rue de Longchamp et se termine au 128-128 bis, rue de la Pompe. 
Elle se situe à égale distance des stations Victor Hugo, où circulent les trains de la ligne 2 et Rue de la Pompe, desservie par la ligne 9.

## Origine du nom

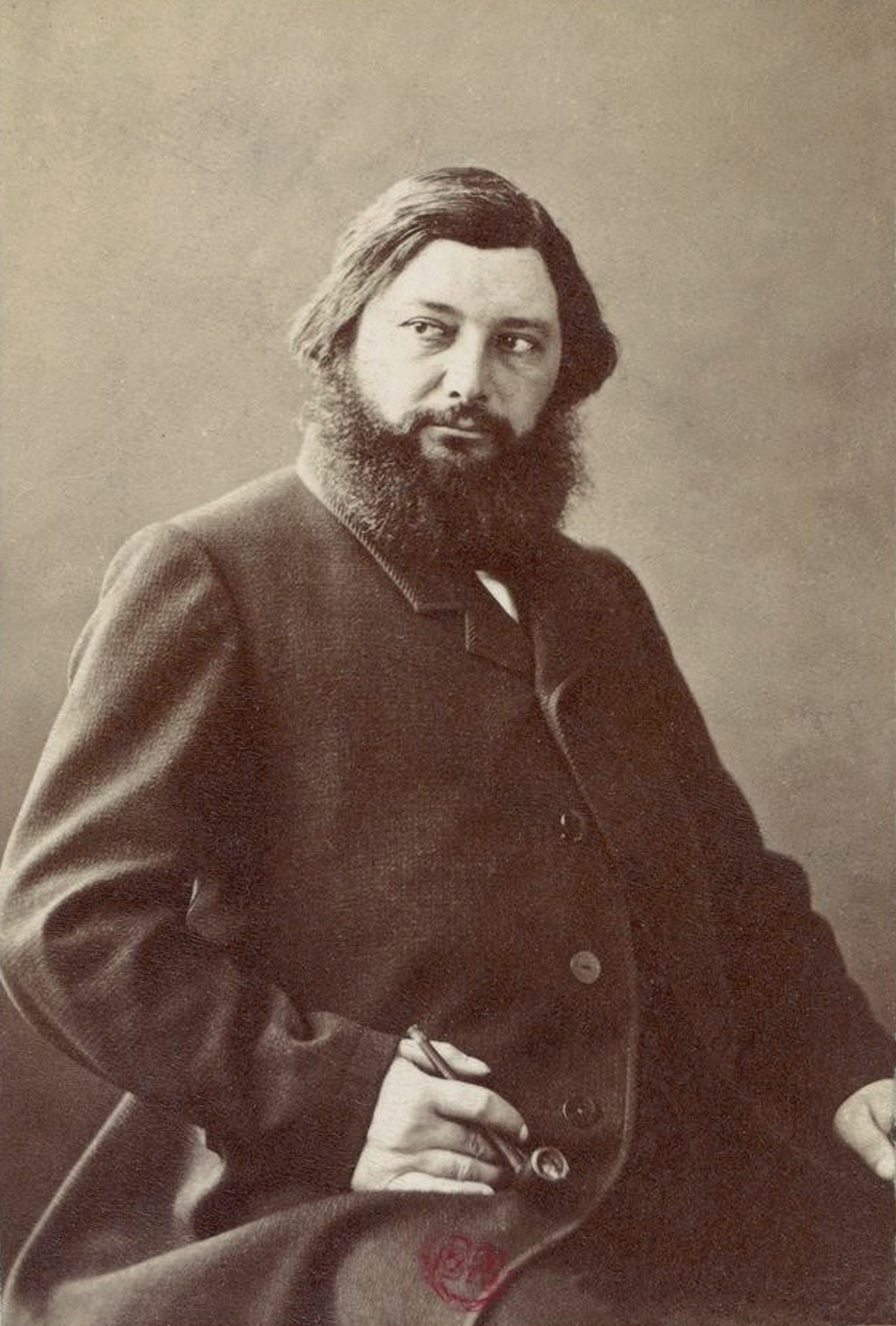
Gustave Courbet, par Nadar.

Cette voie porte le nom du peintre et sculpteur français Gustave Courbet (1819-1877).

## Historique
La rue est ouverte par la Compagnie foncière de France en 1882 et prend sa dénomination actuelle par arrêté du 10 novembre 1885 avant d'être classée dans la voirie publique de Paris par décret du 25 octobre 1887.